# Уваров, Николай Михайлович
Уваров, Николай Михайлович (1896—1938) — советский военачальник, комдив (1935). Член ВКП(б) с 1921 года.

## Биография
Родился в июне 1896 в Верхне-Белоомутской волости Зарайского уезда Рязанской губернии в многодетной семье Михаила Уварова - управляющего имением Н.П.Огарева. У Николая было еще 4 сестры. Окончил три класса министерской школы и гимназию в Рязани в 1914.

## Первая мировая война(1914-1918)
В  1915 в возрасте 19 лет призван в действующую армию. В том же году направлен в учебную команду, а по окончании в 1916 – в Саратовскую школу прапорщиков. В период Первой мировой войны воевал на Северном фронте солдатом, затем прапорщиком, командиром роты.

## Гражданская война в России(1918-1923)
В Красной Армии с сентября 1918. Участник Гражданской войны. Воевал на Восточном и Западном фронтах. В ходе войны занимал должности: инструктора, командира роты и батальона, адъютанта 241-го стрелкового полка (сентябрь 1918г. - июль 1919г.), помощника командира того же полка (июль – ноябрь 1919). С ноября 1919  до сентября 1921 командовал 241-м стрелковым полком. Вступил в члены ВКП(б) в 1921.
Награжден 2-мя боевыми  орденами Красного Знамени № 5005 и № 253 «2» . С сентября 1921 по июнь 1922 - командир 81-й бригады 27-й Омской стрелковой дивизии. С июня 1922 по апрель 1924 - помощник командира 3-й и 32-й стрелковых дивизий. 

## После Гражданской войны (1924-1938)
После войны занимал ответственные должности в РККА в сухопутных войсках и ВВС , а также в Осоавиахиме СССР. В 1924 окончил Высшие академические курсы при Военной академии РККА. С апреля 1924 - начальник отдела подготовки командного состава Управления боевой подготовки РККА. С октября того же года - командир 57-й стрелковой дивизии. В 1928 окончил КУВНАС при Военной академии имени М. В. Фрунзе. С августа 1928 - старший руководитель той же академии. С апреля 1932 - командир и военком 3-го стрелкового корпуса. С августа 1932 - помощник командующего войсками Московского военного округа по авиации. С апреля 1935 - в распоряжении наркома обороны.
С сентября 1935 до января 1938  занимал  должность заместителя председателя Центрального Совета Осоавиахим СССР, Начальник Управления авиации Центрального Совета Осоавиахима СССР. В этот период движение этой добровольной оборонной организации охватывало миллионы советских граждан, а после введения сдачи нормативов «Готов к ПВХО» («Готов к противовоздушной и противохимической обороне») - десятки миллионов. Осоавиахим стал мощной разветвленной всесоюзной организацией, являлся основой массовой подготовки граждан к условиям военного времени, которая включала физическую, стрелковую, парашютную, авиационную, противохимическую и др. подготовки.
Присвоено звание Комдива  решением НКО СССР №2395 (20.11.1935).

## Арест и расстрел (1938). Реабилитация (1957).

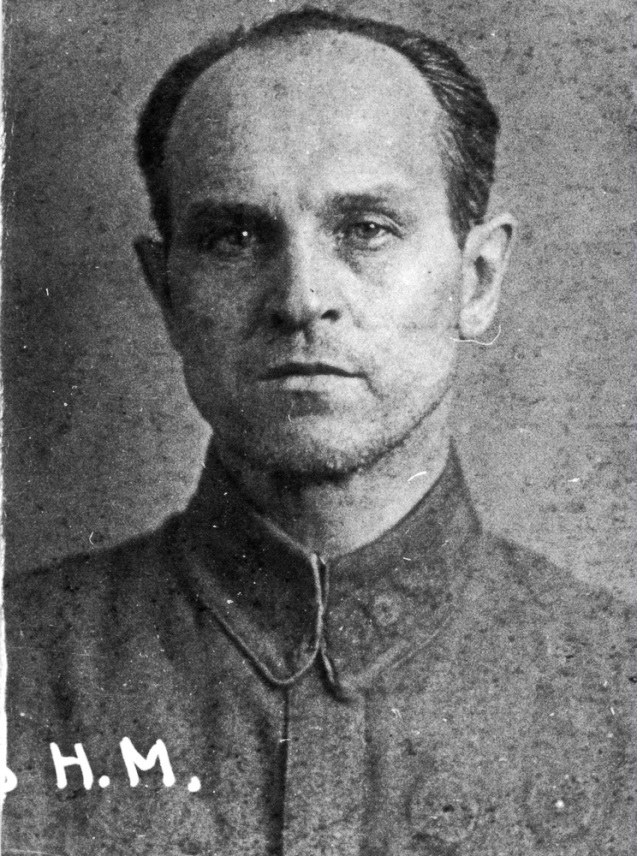
Н.М.Уваров, фото из следственного дела НКВД, сделано в день ареста в 1938, на кителе видны следы от только что снятых знаков различия и от двух орденов Красного Знамени

В январе 1938 по политическому недоверию уволен в запас. Этому предшествовал арест и расстрел в 1937 председателя Центрального Совета Осоавиахима СССР комкора  Р.П.Эйдемана (Эйдеманиса). проходившего по делу Тухачевского. Не выдержав физических пыток и психологического давления, в надежде спасти семью от репрессий, он оговорил себя, признал свою вину в военном заговоре, и оговорил еще 20 человек, 13 из них - высший руководящий состав Осоавиахима, все они были арестованы и расстреляны. Сам Эйдеман также был расстрелян, впрочем как и все другие председатели Осоавиахима периода 1927-1938, проходившие в разное время по другим делам ( Рыков, Уншлихт,  Горшенин).
Вскоре после увольнения Уваров Н.М. был арестован (21.02.1938). Военной коллегией Верховного суда СССР 28.08.1938 по обвинению в участии в военном заговоре приговорен к расстрелу без права обжалования. Приговор приведен в исполнение в тот же день. Захоронен на  полигоне Коммунарка .
Определением Военной коллегии от 11.07.1957 реабилитирован. Столь же печальная судьба была уготована большинству комдивов того времени. Из 201 комдивов списочного состава РККА на 1936 репрессировано 153 в период 1937-1938, т.е. 76%
.

## Последний адрес
На момент ареста Н.М.Уварова его семья проживала по адресу: Москва, ул. Льва Толстого, д.5,  кв.61.

## Семья
На момент ареста в 1938 Н.М.Уваров был женат, имел несовершеннолетнего сына Юрия. Сестры Николая Уварова: Лидия Михайловна Беленовская (1888-1980), Клавдия Михайловна Перегудова, Вера Михайловна Кобякова (1898-1988) и Ольга Михайловна Трунина (1905-1996), все прожили более 90 лет.

## Награды
- Два ордена Красного Знамени (5.02.1921)[1][5], 31.12.1921[2][6][7]